# Bombus bohemicus
Bombus bohemicus, también conocido como abejorro cuco gitano, es una especie de abejorro cuco que se distribuye por la mayor parte de Europa, con la excepción del sur de la Península Ibérica e Islandia. B. bohemicus practica el inquilinismo o parasitismo de cría sobre otras especies de abejorros del género Bombus. La reina invasora imita las señales químicas del nido anfitrión, lo que le permite asumir un papel reproductivamente dominante, así como la manipulación del comportamiento del trabajador anfitrión.

## Taxonomía y filogenia
B. bohemicus forma parte del orden Hymenoptera, que incluye hormigas, abejas, avispas y moscas de sierra, de la familia Apidae, específica de las abejas, y del género Bombus, que incluye a todos los abejorros. B. bohemicus pertenece al subgénero Psithyrus, o las abejas cuco, que incluye 29 especies que se encuentran en Europa y el Nuevo Mundo. Las especies de este subgénero son parásitos obligados de otros abejorros. Las hembras han perdido sus corbículas, estructuras para recolectar polen, y su capacidad para criar su propia prole. Las abejas cuco también han eliminado completamente la clase de obreras, produciendo únicamente machos y hembras reproductivas. Esta forma de parasitismo se conoce como inquilinismo. 
Históricamente, Psithyrus se consideraba un género separado de Bombus debido a las diferencias biológicas y morfológicas significativas asociadas con su ciclo de vida parasítico. Sin embargo, la mayoría de la investigación filogenética en las últimas décadas ha respaldado la reciente conclusión de que Psithyrus es un grupo monofilético dentro de Bombus. Tanto la morfología como el análisis filogenético respaldan una relación cercana con Bombus ashtoni de América del Norte, lo que sugiere un evento de especiación reciente, o incluso que estas especies de abejas representan poblaciones separadas geográficamente de la misma especie. En Europa, a menudo se confunden con Bombus vestalis, ya que ambas son parásitas y se encuentran en la misma región. B. bohemicus se puede identificar por sus colores más intensos y por el hecho de que es generalista al elegir su hospedador.

## Descripción
Las reinas miden entre 15 y 20 mm de largo, con un rostro redondeado y una probóscide corta. El pelo en la cara y la cabeza es negro, con un collar amarillo pálido que normalmente carece de pelos negros entremezclados. El abdomen es mayormente negro, a menudo con pelos amarillos en el primer tergito (segmento abdominal), lados amarillo pálido en el tercer tergito y una cola de color blanco o amarillo pálido. Los machos en el norte de Escocia a veces tienen colas amarillas en lugar de blancas. La característica física definitoria en comparación con los abejorros que no son parásitos es que B. bohemicus carece de corbículas, o sacos de polen, en su tibia posterior; en su lugar, el área está cubierta de pelo denso. Las hembras tienen cutículas muy gruesas, aguijones más largos y poderosos, y sacos de veneno y glándulas de Dufour más grandes en comparación con las especies huésped. Los machos son más pequeños, miden entre 11 y 17 mm de longitud y tienen una coloración similar a las hembras. Los machos no tienen aguijón. B. bohemicus no produce obreras; en su lugar, esclaviza a las obreras del huésped. 
B. bohemicus no exhibe ningún comportamiento de construcción de nidos; en su lugar, se instalan en nidos recién establecidos de su huésped y usurpan a la reina. B. bohemicus parasita tres especies: B. locurum, B. cryptarum y B. terrestris.

## Distribución y hábitat
B. bohemicus es una de las abejas parásitas más comunes en Europa. Este abejorro se distribuye por la mayor parte de Europa, desde dentro del Círculo Ártico hasta el norte de España y Grecia, y desde Gran Bretaña e Irlanda en el oeste hasta el este de Rusia. También se encuentra en Turquía. En Gran Bretaña, es común en la península suroeste, el norte de Inglaterra y Escocia. Sin embargo, en la parte sureste es raro (con excepción de los brecks de Anglia Oriental). B. bohemicus vive en climas templados y se encuentra en los mismos hábitats que su especie huésped, lo que le facilita el acceso a los nidos de sus anfitriones. Sin embargo, muestra diferencias en la preferencia de flores para el forrajeo en comparación con sus huéspedes. Esto probablemente se deba al hecho de que solo busca néctar y su comportamiento de forrajeo ocurre en momentos diferentes durante su ciclo de vida. Prefiere recolectar néctar en plantas con flores de tipo matorral.
En los análisis de densidades poblacionales de las abejas huésped y B. bohemicus, parece haber un umbral de densidad de población huésped a partir del cual los parásitos pueden mantener su presencia. Este umbral no ha sido cuantificado con precisión, pero se ha observado que las áreas con baja densidad de población huésped están libres de abejas parásitas.

## Ciclo de colonias

### Selección del nido anfitrión
Las reinas fertilizadas de B. bohemicus emergen de la hibernación en abril, varias semanas después que las reinas de sus especies anfitrionas, de modo que los anfitriones ya han establecido nuevos nidos y producido una primera camada de obreras. Antes de localizar un nido anfitrión, la reina se alimenta de flores durante un breve período mientras sus ovarios se desarrollan. La reina selecciona e invade una colmena anfitriona hacia finales de mayo. Los vuelos de búsqueda de nidos se utilizan para localizar posibles nidos anfitriones, y estos se identifican como pertenecientes a anfitriones adecuados por señales químicas específicas de la especie, o "feromonas de rastro" que consisten en hidrocarburos volátiles de diferentes longitudes, emitidos por las abejas anfitrionas. La evidencia sugiere que las abejas cuco pueden detectar diferencias cuantitativas y cualitativas en estos marcadores de olor que proporcionan información sobre las características de la colonia, lo que posiblemente les permita discriminar nidos anfitriones en función del tamaño de la colonia y la salud general. Se ha observado a las reinas en busca de nidos visitando varios nidos anfitriones potenciales antes de seleccionar uno para invadir, lo que respalda aún más la hipótesis de que pueden discriminar nidos en función de su viabilidad.
B. bohemicus es un parásito generalista, que invade los nidos de B. locurum, B. cryptarum y B. terrestris, y por lo tanto, se siente atraído por las señales químicas de cualquiera de estas especies anfitrionas potenciales. Este enfoque generalista le da a B. bohemicus más opciones, lo que le ha permitido ocupar una área geográfica tan amplia, pero también tiene una tasa de éxito más baja que otros miembros de Psithyrus.

### Iniciación de colonia
Las reinas de B. bohemicus introducidas artificialmente no encontraron respuestas de defensa agresivas por parte del anfitrión, mientras que otras especies parásitas fueron atacadas de manera constante cuando fueron introducidas de manera similar. Dentro de la primera hora de la introducción, las reinas anfitrionas no mostraron ninguna respuesta observable, mientras que las obreras anfitrionas se acercaron, pero nunca atacaron a la abeja extraña.
Cuando se introdujeron artificialmente hembras de B. bohemicus en colonias de B. lucorum en etapa temprana y forrajeo libre, la hembra introducida se negó a permanecer en el nido anfitrión, a pesar de la falta de respuesta de las abejas anfitrionas, lo que sugiere un mecanismo de selección específico, en lugar de una selección aleatoria o simplemente el primero encontrado, que no se comprende del todo. Al seleccionar un nido anfitrión, las reinas de B. bohemicus prefieren atacar nidos anfitriones más grandes, pero el tamaño del nido invadido (medido por el número de abejas anfitrionas) está correlacionado con la tasa de mortalidad de la reina invasora. Los nidos más pequeños, que contienen menos obreras, producirán menos y más pequeñas B. bohemicus reproductoras. Esta preferencia por los nidos representa un equilibrio entre la relativa facilidad de invadir un nido más pequeño y los beneficios que provienen de los mayores recursos de los nidos más grandes.
Una sola reina se trasladará a un nido anfitrión, usurpando y, a veces, matando a la reina anfitriona. Después de varios días, la reina invasora comienza a expulsar las larvas de la anfitriona de sus celdas de cría y a comerse los huevos de la anfitriona y luego comienza a poner sus propios huevos en las celdas de cera construidas por el anfitrión después de unos días. B. bohemicus y otras reinas de Psithyrus tienen un aguijón y mandíbulas más poderosos, así como un exoesqueleto generalmente más grueso que sus anfitriones, lo que les otorga una ventaja en los conflictos. Estas invasiones suelen ser exitosas si ocurren antes de que se produzca la segunda tanda de obreras. La reina invasora se come los huevos o larvas de la reina anfitriona, aunque con frecuencia deja que las larvas más desarrolladas y las obreras existentes sobrevivan para permitir una fuerza laboral suficiente. La reina invasora permite el crecimiento de un número suficiente de obreras anfitrionas, generalmente uno o dos grupos, para realizar las tareas necesarias de un nido funcional. Después de un período de espera, la nueva reina comienza a poner sus propios huevos.
B. bohemicus a veces permitirá que la reina anfitriona original permanezca en la colmena invadida. La reina es marginada dentro de la colmena y recibe la mayor parte del comportamiento dominante del parásito, pero continúa realizando comportamientos de aseo y cuidado de la cría e incluso puede seguir poniendo sus propios huevos, que serán comidos rápidamente por la reina parásita, preservando su dominio reproductivo. Las razones que influyen en si la reina anfitriona es asesinada no están claras, pero hay evidencia de que la reina invasora es mejor capaz de mantener el dominio sobre las obreras cuando la reina anfitriona permanece viva y en el nido. Durante las observaciones, cuando la reina anfitriona pierde su dominio reproductivo sobre las obreras (caracterizado por la maduración sexual de las obreras y los cambios de comportamiento asociados), la reina de B. bohemicus también pierde el dominio y ella y su descendencia se convierten en objetos de agresión de las obreras.

## Comportamiento

### Comportamiento de dominancia
Durante los primeros días de ocupación, antes de comenzar a poner sus huevos, una reina invasora intentará establecer dominancia actuando agresivamente hacia la reina y las obreras del anfitrión. Este comportamiento incluye empujar físicamente a las otras abejas, así como demostrar un comportamiento llamado "maul", que consiste en agarrar a la víctima como si fuera a picarla, pero liberándola sin realmente hacerlo. Aunque este comportamiento se dirige tanto hacia la reina anfitriona como a las obreras, se enfoca en la reina aproximadamente el 62% del tiempo.
Además de la dominancia física, la reina invasora intenta establecer dominancia reproductiva comiendo huevos del anfitrión y expulsando larvas. Para expulsar las larvas del anfitrión, la reina las descubre y las retira del grupo de cría, dejándolas fuera del área de crianza, donde las obreras anfitrionas las sacan del nido. Si el proceso es interrumpido por una obrera, la reina se alejará del lugar, que probablemente será reparado por la obrera, pero luego la reina reanudará su comportamiento de expulsión.

### División del trabajo
B. bohemicus mantiene la división del trabajo en el nido del anfitrión, ya que no produce obreras que realicen tareas de búsqueda de alimento, crianza de la cría o defensa.
Durante su tiempo en el nido anfitrión, la reina B. bohemicus realiza algunas tareas de cuidado de la cría, como alimentar e incubar las larvas. Para alimentar a las larvas selladas en celdas de cera, la reina B. bohemicus o las obreras anfitrionas muerden un agujero en la pared de la celda y luego regurgitan polen dentro. Este polen proviene de receptáculos de almacenamiento cercanos en la colmena, que fue recolectado originalmente por obreras forrajeras del anfitrión.

### Supresión reproductiva de las obreras anfitrionas
Además de dominar a la reina del anfitrión, B. bohemicus suprime la fertilidad de las obreras del anfitrión, particularmente la producción de machos, por medios físicos y químicos. Sin embargo, esta supresión es más efectiva en presencia de una reina anfitriona cohabitando. La reina invasora demuestra oofagia, particularmente de huevos de macho, permitiendo que algunas hembras sobrevivan para convertirse en obreras adicionales. La reina produce una combinación de sustancias químicas que imitan las señales de fertilidad de la reina anfitriona, específicamente ésteres de cera, oleato de tetracosilo y oleato de hexacosilo. Estas señales químicas se transfieren a las obreras cercanas mediante contacto físico no agresivo. Estas señales imitan a las de las reinas anfitrionas reproductivamente activas, suprimiendo el desarrollo ovárico de las obreras anfitrionas. No se ha encontrado una diferencia significativa entre la supresión reproductiva de las obreras por reinas nativas y reinas invasoras, lo que ilustra la efectividad de la imitación química.

### Mimetismo químico
B. bohemicus imita los hidrocarburos cuticulares del abejorro huésped, lo que facilita su entrada en el nido. Sin embargo, esta imitación de su huésped es imperfecta en comparación con otros miembros de Psithyrus, probablemente debido a la variabilidad de sus huéspedes. Esto probablemente contribuye a la relativamente baja tasa de éxito de invasión de B. bohemicus en comparación con otros miembros de Psithyrus.[15] B. bohemicus también produce acetato de dodecilo, que es un conocido repelente de obreras, para facilitar su entrada segura en el nido.[9] En las primeras 24 horas después de la invasión, las obreras del huésped experimentan un cambio significativo en sus mezclas químicas, finalizando con una mezcla química cualitativamente similar a la de la reina invasora. Existen dos hipótesis para este resultado. La primera es que las obreras comienzan a producir sus propios químicos en un patrón de carrera armamentista para asumir roles reproductivos en respuesta a la muerte de su reina nativa, lo cual ocurre en condiciones normales si una reina muere.[18] La segunda hipótesis es que estos químicos son, de hecho, aplicados a los cuerpos de las obreras por la reina invasora mientras toma el control para establecerse como el individuo dominante reproductivo.

### Supervivencia de los machos
Los machos pequeños y sin aguijón carecen de habilidades defensivas físicas, así como de la glándula de Dufour para producir señales químicas de imitación. Además, los machos son más fácilmente reconocibles como de una especie diferente debido a sus secreciones cefálicas específicas que sirven como feromonas sexuales. Como respuesta, B. bohemicus y otras abejas del género Psithyrus han incorporado productos químicos repelentes de obreras en sus secreciones cefálicas, lo que reduce la agresión de las obreras anfitrionas hacia las crías macho.

### Comportamiento de apareamiento
El apareamiento ocurre a mediados o finales del verano. B. bohemicus muestra una proporción de sexos de 1:1 en su descendencia, consistente con la producción de solo descendencia reproductivamente activa.

### Pérdida de dominancia
En cualquier momento durante el proceso de invasión o la cría de la descendencia, B. bohemicus puede perder su dominio. Cuando esto ocurre, las obreras del huésped comienzan a devorar o expulsar la cría parásita. La reina parásita intentará defender a su cría empujando a las obreras del huésped mientras emite un zumbido agresivo y realiza frecuentes inspecciones de las celdas. Sin embargo, probablemente será superada y su cría será devorada o expulsada. Esta pérdida de dominio está probablemente vinculada a la pérdida de dominio de la reina del huésped en los casos en que haya sobrevivido a la invasión y permanecido en el nido, aunque no se comprende completamente la naturaleza de esta relación. Esta pérdida de dominio se caracteriza por la maduración de los ovarios de las obreras, quienes se vuelven reproductivamente activas. La reina invasora no necesariamente es asesinada después de perder su dominio, pero puede permanecer en la colmena, ya sea incubando capullos del huésped o permaneciendo inactiva junto a los panales.

## Historia de vida
Nuevos machos y hembras reproductivos emergen del nido desde finales de junio en adelante para aparearse. Las reinas hibernan durante el invierno una vez que han sido fertilizadas. Los machos pueden observarse hasta finales de septiembre, después de la conclusión del período de reproducción, muriendo todos eventualmente antes del inicio del invierno.

## Mimetismo y camuflaje
B. bohemicus es similar en apariencia a su especie huésped B. terrestris. Dado que las abejas identifican a los miembros de su nido por el olor y otras señales químicas, en lugar de la apariencia visual, esta similitud se considera un caso de mimetismo mülleriano. Lo más importante para su éxito como parásito es su capacidad de camuflaje químico dentro del nido del huésped para evitar ser detectado y rechazado durante su entrada inicial.

## Interacción con otras especies
B. bohemicus es un parásito obligado, por lo que casi siempre se encuentra asociado con un nido huésped. Parasitiza a Bombus locurum, Bombus cryptarum y Bombus terrestris. Durante el breve tiempo en que B. bohemicus se alimenta de manera independiente, se nutre del néctar de plantas con flores. Muestra preferencia por una diversa selección de plantas alimenticias de tipo matorral a lo largo de su amplio rango geográfico, como: tomillo, escabiosa, centaurea, brezo, lavanda, astrancia, prímula y cardos para los machos, y sauce, diente de león, trébol, arándano, sicomoro, aciano, bistorta, consuelda, tomillo, cotoneaster, brezal y frambuesa para las hembras. Después de invadir el nido del huésped, será alimentado por las obreras forrajeras del huésped, de acuerdo con sus hábitos particulares de búsqueda de alimento.

## Interacción con humanos y agricultura
B. bohemicus no actúa como polinizador, ya que ha perdido sus corbículas recolectoras de polen y no produce hembras obreras. La interacción con los humanos es mínima, ya que los individuos de B. bohemicus rara vez se encuentran fuera de los nidos y no exhiben comportamiento agresivo hacia los humanos a menos que sean molestados.